# GRASS GIS
GRASS è l'acronimo di Geographic Resources Analysis Support System. GRASS è un Geographical Information System (GIS) software libero, distribuito sotto la licenza GNU GPL. Esistono versioni per diverse piattaforme.

## Storia
GRASS nasce all'inizio degli anni '80 come progetto dell'US Army (US Army Corp of Engineering Research Laboratory - USACerl). Lo sviluppo avviene in particolare utilizzando il linguaggio C ed UNIX come sistema operativo di riferimento.
Nel 1996 l'esercito degli Stati Uniti prende la decisione di abbandonare lo sviluppo di GRASS. Gli utenti sono invitati a migrare verso sistemi commerciali, mentre l'ultima versione di GRASS (4.1) rimane nel pubblico dominio.
Alla fine del 1997, dopo oltre un anno, riesce a formarsi un nuovo team internazionale che si fa carico di continuare lo sviluppo. L'aggiunta di nuovi moduli e porzioni di codice al software di pubblico dominio pone però il problema del diritto d'autore.
Nell'ottobre 1999 dopo un'ampia discussione il GRASS Development Team (GDT) decide di distribuire GRASS (5.0b) con la licenza GNU GPL.
Attualmente il centro di sviluppo del software ha sede a San Michele all'Adige (TN), presso la Fondazione Edmund Mach, ma si avvale prevalentemente di collaboratori volontari esterni.
Il coordinatore del progetto è Markus Neteler.

## Funzionalità
Tramite il sistema dei moduli permette di utilizzare altri programmi quali
- PROJ per le proiezioni cartografiche;
- OGR Simple Feature Library - gestione file vettoriali in diversi formati;
- GDAL (Geospatial Data Abstraction Library) - gestione file raster in diversi formati;
- R per gli aspetti statistici e di geostatistica.